# ネアルコス
ネアルコス（古希: Νεαρχος, ラテン文字転記:Nearchos、紀元前360年頃 - 紀元前300年）は、アレクサンドロス3世（大王）に仕えたマケドニア王国の将軍である。

## アレクサンドロスの下で
ネアルコスはクレタのラトの生まれで、アンドロティモスの子である。彼が少年であった時、彼とその家族はマケドニアのアンフィポリスに住んでいた。彼はアレクサンドロスの友人の一人であり、アレクサンドロスの異母兄アリダイオスの結婚をめぐる問題において、アレクサンドロスとその父ピリッポス2世が対立し、アレクサンドロスが追放された時にはプトレマイオス、ハルパロス、エリギュイオス・ラオメドン兄弟と共に追放された。紀元前336年のピリッポスの死と共に彼らは呼び戻され、後に王となったアレクサンドロスの計らいによっていずれも高位に上った。ネアルコスは大王の東征初年の紀元前334年にリュキアとパンフィリアの太守に地位に就いた。
紀元前328年に彼はバクトリアのアレクサンドロス大王のもとまで増援の傭兵部隊を率いて向かい、アッサケノイ人の土地に来た時にはその時近衛歩兵部隊の千人隊長だった彼は同じくその地位にあったアンティオコスと共にアグリアネス人部隊と軽装歩兵部隊を率いて偵察に遣わされた。
紀元前326年、ネアルコスはヒュダスペス川にて大王が編成した艦隊の提督に任じられ、インドの川々を下った。そして途中で大王と別れ、以降ペルシア湾まで航海を続けた。一旦カルマニア（ホルムズの西）で大王と再会し、大王に見送られて航海を続行した。ネアルコスはこの航海に際して立ち寄った様々な土地の風土やそこに住む諸民族についての詳細な記録を残し、この記録をアリアノスは『インド誌』を書く際に大いに参照した。航海の間、ネアルコスはギリシア人からはテュロスと呼ばれていたバーレーンに到り、そこに到った最初のギリシア人の指揮官になった。
紀元前324年にネアルコスはスサに一旦立ち寄り、そこでの集団結婚式で大王の側室バルシネとメントルの娘と結婚した。その後も彼は航海を続行し、ペルシア湾からユーフラテス川を遡り、大王のいるバビロンに到った。そこで彼は病に臥せっていた大王からアラビア周航の指示を受けるも（ibid、Ⅶ、25）、直後の大王の死（紀元前323年）によってこの計画は打ち切られた。

## アレクサンドロスの死後
大王の死後の帝国の今後を決めるバビロン会議で、ネアルコスは大王と側室バルシネの子ヘラクレスを王位につけることを提案したが、ヘラクレスは庶子であったため賛同者は出なかった。結局は帝国摂政となった大貴族ペルディッカス指導の下でアレクサンドロスの異母兄のアリダイオスがピリッポス3世として即位した。ネアルコスはこの会議でリュキアとパンヒュリアの太守に再びなった。
しかしすぐに大王の遺将達（ディアドコイ）の間での抗争が起こり（ディアドコイ戦争）、ネアルコスは当初ペルディッカスに属したが、ペルディッカスの死後の紀元前321年に開催されたトリパラディソスの軍会でネアルコスの所領はアンティゴノスの手に渡り（領土変遷については諸説あり）、彼自身はアンティゴノスの部将となった。彼が最後に歴史の表舞台に立ったのは紀元前312年にアンティゴノスの子デメトリオスの相談役としての従軍であり、それ以降彼がどうなったかは知られていない。